# Alexandre Tansman

Alexandre Tansman, 1932

Alexandre Tansman (in polacco Aleksander Tansman; Łódź, 12 giugno 1897 – Parigi, 15 novembre 1986) è stato un compositore polacco.

## Biografia
Tansman nacque a Łódź, in Polonia, nel 1897. Compì i suoi studi musicali prima nel conservatorio della sua città natale e successivamente in quello di Varsavia. Nel 1919 vinse i primi tre premi nel primo concorso di composizione organizzato in Polonia dopo l'indipendenza, con tre composizioni diverse. Questo gli consentì di entrare in contatto subito con gli ambienti musicali parigini e internazionali. Incontrò Ravel, Bartók, Stravinskij e Prokof'ev. Le sue opere sono state dirette dai più importanti direttori d'orchestra del suo tempo. Nel 1927 fece il suo primo viaggio negli Stati Uniti, dove il fatto più importante fu la prima del suo secondo concerto per pianoforte. Il concerto era dedicato a Charlie Chaplin, che era presente alla rappresentazione. Negli Stati Uniti Tansman incontrò anche i più importanti musicisti jazz, come Duke Ellington, Louis Armstrong, Art Tatum, e divenne anche amico di George Gershwin.
Successivamente Tansman fu membro dell'École de Paris, assieme a musicisti come Bohuslav Martinů, Aleksandr Čerepnin, Tibor Harsányi, il compositore de L'Histoire du petit tailleur, un pezzo per bambini molto conosciuto. New York fu solo la prima tappa di un tour mondiale che lo portò, tra il 1932 e il 1933, alle Hawaii, in Giappone, Cina, Filippine, Singapore, Indonesia, Ceylon, India, Egitto e alle isole Baleari.
Tansman divenne cittadino francese, ma la guerra lo costrinse all'esilio nel 1941. Si stabilì a Los Angeles dove divenne amico di Igor Stravinsky, che frequentava quasi quotidianamente.
Tansman tornò in Francia nel 1946. Fu il periodo della sua maturità, che gli consentì di comporre Isaïe le prophète, e le opere Le Serment e Sabbatai Zevi. Pubblicò anche un testo di riferimento sulle opere di Stravinsky.
Il suo catalogo comprende più di 850 titoli di ogni genere, dall'opera alla musica per ragazzi. Per i ragazzi Tansman scrisse parecchi album di pezzi per pianoforte (Je joue pour maman, Je joue pour papa, Pour les Enfants, Les Jeunes au piano), ma anche per violino, violoncello, chitarra, e molta musica da camera.
Morì nel 1986 e fu sepolto nel Cimitero Sud di Saint-Mandé, vicino a Parigi.

## Curiosità
Il nipote di Tansman, Roberto Martinozzi detto "Pinguino", è stato il cantante dei Brontosauri, una band hardcore/punk/oi! che partecipò allo storico concerto Last White Christmas nel 1983 a Pisa che è stato più volte ristampato in Italia, USA e Canada.

## Opere
- 8 mélodies japonaises, per voce e orchestra (1918)
- Le jardin du paradis, balletto, (1922)
- Légende, per orchestra (1924 al Palais Garnier di Parigi diretta da Sergej Kusevickij)
- La nuit kurde, opera (1927)
- Concerto per pianoforte n. 2 (1927)
- Rapsodie hébraïque, per orchestra (1933)
- Rapsodie polonaise, per orchestra (1940)
- The Genesis, voce narrante e orchestra, in collaborazione con Schönberg, Milhaud, Stravinskij, Castelnuovo-Tedesco, Toch, Shilkret, da Genesis (1944)
- Isaïe le prophète, per coro e orchestra (1950)
- Les jeunes au piano, per pianoforte a quattro mani (1951); in quattro fascicoli:
  - Recueil 1 - En tournant la T.S.F.
  - Recueil 2 - Pièces de fantaisie
  - Recueil 3 - Feuillets d'album
  - Recueil 4 - Quatre pièces fuguées
- Concerto for Orchestra (1955 diretto da Franz André al Teatro La Fenice di Venezia)
- 4 Mouvements symphoniques, per orchestra (1956)
- Sabbataï Zévi, le faux messie, opera, (1957–8)
- Psaumes, per tenore solo, coro e orchestra (1960–61)
- Stèle in memoriam Igor Stravinsky, per orchestra (1972)
- Les dix Commandements, per orchestra (1978–9)
- musiche da film: Poil de Carotte (1932), Flesh and Fantasy (1942), A Parigi nell'ombra (1945), Destiny (1945), L'angelo del dolore (1946), The Bargee (1964)
- 9 Sinfonie (1917, 1926, "Symphonie concertante" 1931, 1939, 1942, "In memoriam" 1944, "Lyrique" 1944,"Musique pour orchestre" 1949 al Teatro La Fenice di Venezia diretta da Rafael Kubelík, 1957–8)
- 8 Quartetti d'archi (1917, 1922, 1925, 1935, 1940, 1944, 1947, 1956)
- Sonatine, per fagotto e pianoforte
- Suite, per fagotto e pianoforte

### Opere per e con chitarra
- 24 Morceaux très faciles (2 Voll.)
- 24 Morceaux faciles (2 Voll.)
- Ballade (Hommage à Chopin)
- Cavatina(Preludio, Sarabande, Scherzino, Barcarolle)
- Danze e dumka (tolto dalla Suite in Modo Polonico)
- Danza pomposa
- Deux chansons populaires
- Hommage à Chopin (Prelude, Nocturne, Valse romantique)
- Hommage à Lech Walesa
- Inventions pour guitare (Hommage a Bach) (Passepied, Sarabande, Sicilienne, Toccata a deux voix, Aria)
- Mazurka
- Notturno romantico (il tema è identico a quell del Notturno Romantico della Suite, ma l'accompagnamento è totalmente differente)
- Pezzo in modo antico
- Pièce in form de passacaille
- Pièces breves (Valse-caprice, Dance populaire, Burlesque, Berceuse-boite à musique, Studio)
- Prélude et Interlude
- Quattro tempi di mazurka
- Sonatina
- Suite (Notturno Romantico, Alla Polacca, Canzonetta, Invenzione, Berceuse d'Orient, Segovia)
- Suite in modo polonico (Entrée, Gaillarde, Kujawiak, Tempo de Polonaise, Kolysanka n.1, Berceuse d'Orient, Reverie, Alla Polacca, Kolysanka n.2, Oberek)
- Trois Pièces (I.Canzonetta II.Alla Polacca III.Berceuse d'orient (coincide con Reverie, alla polacca, Kolisanka della Suite in modo polonico))
- Variations sur un theme de Scriabin
- Mazurka (versione per chit e arpa)
- Suite in modo polonico (versione per chit e arpa)
- Mazurka (versione per chit e quartetto d'archi)
- Canzonetta (chit e orchestra da camera) (arrangemento della Canzonetta dalla Suite)
- Concertino (Introduzione, Toccata, Intermezzo, Finale) (chit e orchestra)
- Hommage a Manuel de Falla (Nocturne, Zapateado, Improvisation, Nana)(orch. di A.Gilardino) (chit e orchestra)
- Musique de cour (chit e orchestra)